# Sami as-Solh
Sami Solh hay Sami El Solh (1887–1968) là một chính trị gia Hồi giáo Sunni người Liban. Ông là họ hàng với ba vị thủ tướng Liban Riad Solh, Takieddine Solh và Rachid Solh. Ông từng là thủ tướng của Liban năm lần (1942-43; 1945-46; 1952; 1954-1955; 1956-58).

## Danh hiệu
- Huân chương Chuông và Mũi tên của Quốc gia Tây Ban Nha (01/04/1952)[1]